# اندرسونویل (ایندیانا)
اندرسونویل (به انگلیسی: Andersonville) یک منطقهٔ مسکونی در ایالات متحده آمریکا است که در شهرستان فرانکلین، ایندیانا واقع شده است. اندرسونویل ۳۲۰ متر بالاتر از سطح دریا قرار دارد.